# Timpul liber
Timpul liber este un film românesc din 1993 regizat de Valeriu Drăgușanu. Rolurile principale au fost interpretate de actorii Horațiu Mălăele, George Constantin și Dorel Vișan.

## Distribuție
Distribuția filmului este alcătuită din:
- Horațiu Mălăele — Milică Dobrescu, mic funcționar la o instituție de deratizare
- George Constantin — scriitorul care pierde filele manuscrisului, autorul povestirii neterminate „Timpul liber”
- Dorel Vișan — Popescu, șeful biroului în care lucrează Milică
- Ovidiu Ghiniță — nebunul care pătrunde într-o zi în biroul lui Milică
- Emilia Popescu — dra Dora secretara instituției
- Ionel Mihăilescu — Ionescu, colegul de birou șchiop al lui Milică
- Monica Ghiuță — Domnica, femeia de serviciu din cadrul instituției
- Ion Fiscuteanu — Panaitescu, directorul instituției, fost tractorist
- Mioara Ifrim — Lenuța, soția lui Milică
- Cornel Dumitraș — tatăl lui Milică
- Sandu Mihai Gruia — Plătică, hoț de buzunare
- Nicolae Dinică — tov. Zeman, funcționar șef al instituției
- Ecaterina Nazare — reporterița de la Televiziunea Română
- Felix Anton Rizea
- Vladimir Juravle — milițianul gras
- Gioni Popovici
- Aristide Teică — pensionarul care spune că schiază tot timpul
- Liviu Pancu
- Pătrașcu Sârbu
- Marela Jugănaru
- Petru Mărgineanu
- Mircea Stoian
- Ana Calciu
- Viorica Mihăilescu
- Ion Cristea
- George V. Grigore (menționat ca Grigore George)
- Ovidiu Cuncea
- Petru Dinuliu
- Dima Burcă
- Claudiu Hențea — Iliuță, copilul lui Milică
- Alexandru Hențea — Dobrică, copilul lui Milică
- Oleg Miscencul — Săndel, copilul lui Milică
- Sorina Buzilă — fetița
- George Negoescu — pensionarul care-și petrece timpul liber la cozi (nemenționat)

## Primire
Filmul a fost vizionat de 7.042 de spectatori în cinematografele din România, după cum atestă o situație a numărului de spectatori înregistrat de filmele românești de la data premierei și până la data de 31 decembrie 2014 alcătuită de Centrul Național al Cinematografiei.